# سیارک ۱۵۹۱۸۱
سیارک ۱۵۹۱۸۱ (به انگلیسی: 159181 Berdychiv، نامگذاری:2005US12) صد و پنجاه و نه هزار و صد و هشتاد و یکمین سیارک کشف شده‌است که در ۲۹ اکتبر ۲۰۰۵ کشف شد.